# Cambodia League (2004)
Cambodia League (2004) – nierozegrana 21. edycja najwyższej piłkarskiej klasy rozgrywkowej w Kambodży. Sezon miał się rozpocząć w kwietniu 2004 roku. 
Zespół Samart United w 2004 roku zmienił nazwę na Hello United. Jako aktualny mistrz Kambodży z 2002 roku, reprezentował ten kraj w rozgrywkach Pucharu Prezydenta AFC w sezonie 2005.